# Однополые браки в Дании
Однополые браки в Дании были узаконены 15 июня 2012 года. Ещё в 1989 году эта страна стала первым государством в мире, которое признало однополые союзы (так называемые «зарегистрированные партнёрства» (дат. Registreret partnerskab). В Гренландии с 1 июля 1996 года также возможно заключение гражданских партнёрств, а однополые браки начали регистрироваться с 1 апреля 2016 года. Парламент Фарерских островов принял решение узаконить однополые браки 29 апреля 2016 года.

## История вопроса

### Зарегистрированные партнёрства
Закон о «зарегистрированных партнёрствах» (дат. Registreret partnerskab) был принят 7 июня 1989 года и вступил в силу 1 октября 1989 года. Тем самым Дания стала первой страной в мире, признавшей однополые союзы.
Самой первой в мире официально признанной семьёй стали Аксель и Эйгил Аксгил, которые заключили свой союз 1 октября 1989 года в ратуше Копенгагена в присутствии заместителя мэра города. К моменту заключения брака Акселю было 74 года, а Эйгилу — 67, и они жили вместе уже 40 лет. Событие вызвало большой резонанс во всем мире и широко освещалось в средствах массовой информации.
Закон предоставлял однополым партнёрам те же права и обязанности, что и гетеросексуальным супругам, но за некоторыми исключениями:
- Зарегистрированная пара не может усыновлять детей.
- Не предоставляется возможности церковного венчания.
- Один из партнёров должен быть гражданином Дании и постоянно проживать в стране.

В июне 1997 года парламент принял закон, разрешающий искусственное оплодотворение лишь женщинам, состоящим в официальном или фактическом гетеросексуальном браке. 2 июня 2006 года решением большинства членов Фолькетинга был отменён действующий с 1997 года запрет однополым парам на искусственное оплодотворение, открыв доступ лесбийским парам к банкам спермы.
17 марта 2009 года Фолькетинг постановил, что однополые пары, состоящие в партнёрстве, имеют полное право на усыновление детей, в том числе и не являющихся кровными детьми ни одного из партнёров. Соответствующий закон был принят 4 мая 2010 года и вступил в силу 1 июля 2010 года.
Автономными территориями Дании, самостоятельно решающие практически все государственные вопросы, за исключением обороны и внешней политики, отнеслись к новому закону по-разному. Фарерские острова не признавали однополых партнёрств ни в какой форме, в то время как в Гренландии в 1996 году были введены зарегистрированные гражданские партнёрства (гренл. Inooqatigiittut nalunaarsorsimasut) по датскому образцу.

### Однополый брак
Несмотря на то, что Дания первой в мире признала однополые союзы, попытки узаконить однополые браки несколько раз отвергались в парламенте. Однако, в октябре 2011 года новое коалиционное правительство социал-демократов во главе с премьер-министром Хелле Торнинг-Шмитт сообщило, что намерено предложить после Нового года законопроект об однополых браках, ожидая возможность первых браков весной 2012 года.
Проект закона был опубликован 18 января 2012 года. Закон вводит понятие гендерно-нейтрального брака, который может быть заключён как в ЗАГСе, так и в Церкви Дании. При этом священники имеют право отказывать в заключении брака однополым парам. Существующие зарегистрированные партнёрства могут быть переоформлены в брак, но больше зарегистрированных партнёрств заключать будет нельзя. Консультации по новому законодательству закончились 22 февраля 2012 года. Проект закона был направлен на рассмотрение в парламент 14 марта 2012 года. Проект был принят большинством голосов 7 июня: закон поддержали 85 депутатов, выступили против — 24. Закон вступил в силу 15 июня 2012 года.
26 мая 2015 года парламент Гренландии 27 голосами «за» и ни одним «против» легализовал однополые браки в автономии. Требуемые поправки к датскому закону о браке были приняты Фолькетингом 19 января 2016 года. Закон вступил в силу 1 апреля 2016 года. Парламент Фарерских островов принял решение о легализации однополых браков 29 апреля 2016 года: за законопроект проголосовали 19 парламентариев, против — 14. После принятия требуемых поправок к датскому закону о браке Фолькетингом 25 апреля 2017 года закон получил королевское согласие 3 мая 2017 года и вступил в силу 1 июля того же года.

## Церковное признание однополых союзов
Большинство священников Церкви Дании не считает моногамные однополые отношения греховными или аморальными и до принятия закона о браках благословляло однополые союзы. По данным опроса, проведенного службой Rambøll/Analyse Danmark, 75,8 % датчан не против венчания однополых пар в церкви. По новому закону религиозным организациям предоставлена свобода в выборе заключать или нет однополые браки. Церковь Дании будет венчать однополые браки, однако священники могут отказаться от подобных церемоний в личном порядке. В таком случае епископ будет обязан найти ему замену.

## Регистрация однополых браков в Дании между иностранцами
Дания, наряду с Португалией, Канадой, США, Аргентиной и ЮАР, является страной, где разрешена регистрация однополого брака между иностранцами (в том числе туристами), вне зависимости от легальности однополого брака у них на родине.

## Статистика
В первые годы действия закона о зарегистрированных партнёрствах больше партнёрств заключалось между двумя мужчинами, начиная с 2002 года — между двумя женщинами:
| Год  | Число зарегистрированных партнёрств | Число зарегистрированных партнёрств | Число расторжений | Число расторжений |
| ---- | ----------------------------------- | ----------------------------------- | ----------------- | ----------------- |
| Год  | Мужские пары                        | Женские пары                        | Мужские пары      | Женские пары      |
| 1989 | 267                                 | 62                                  | —                 | —                 |
| 1999 | 164                                 | 137                                 | 45                | 36                |
| 2009 | 145                                 | 243                                 | 51                | 83                |

Ниже приведены данные о числе зарегистрированных браков и разводов согласно отчёту правительственной организации Danmarks Statistik с 2012 года:
| Год  | Число браков | Число браков | Число браков    | Число разводов | Число разводов | Число разводов  |
| ---- | ------------ | ------------ | --------------- | -------------- | -------------- | --------------- |
| Год  | Мужские пары | Женские пары | Разнополые пары | Мужские пары   | Женские пары   | Разнополые пары |
| 2012 | 104          | 164          | 28235           | 0              | 0              | 15709           |
| 2013 | 129          | 234          | 27140           | 3              | 14             | 18858           |
| 2014 | 155          | 209          | 27967           | 12             | 36             | 19387           |
| 2015 | 163          | 208          | 28482           | 15             | 38             | 16290           |
| 2016 | 160          | 218          | 30389           | 25             | 51             | 17146           |
| 2017 | 190          | 246          | 31341           | 31             | 65             | 15169           |
| 2018 | 187          | 293          | 32045           | 34             | 64             | 14936           |
| 2019 | 168          | 237          | 30230           | 17             | 59             | 10454           |

В некоторых случаях у одного из супругов не указан пол и возраст, так как не числится в реестре населения Дании. В таких случаях брак/развод автоматически определяется как разнополый. Поэтому число однополых браков/разводов может быть заниженным, а число разнополых — завышенным.